# Бон (религия)
Вижте пояснителната страница за други значения на Бон.
Бон (на тибетски: བོན, вайли: bon; диалект в Ласа: [pʰø̃̀(n)]) е най-старата духовна традиция в Тибет. Тензин Гяцо, четиринадесетият Далай Лама, класифицира Бон традицията като петата най-важна духовна школа на Тибет, наравно със Нингма, Сакя, Кагю, Гелуг и Джонанг школи на Ваджраяна будизма, въпреки дългогодишното историческо съперничество между влиянията на Бон-традицията и будизма в Тибет. Става популярна около 11 век.
Когато сричката -по или -па е прибавена към съществителното име, това е, за да обозначи човека, който е от определено място или извършва определено действие; следователно „Бонпо“ означава последовател на Бон традицията, „Нингмапа“ е последовател на традицията на Нингма, и т.н. (Женските окончания са -мо и съответно -ма, но обикновено те не се използват в имената на тибетските религиозни традиции).
Често е наричана шаманистична и анимистична традиция на Хималаите, датираща отпреди будизма, който става популярен през 7 век, а по-новите проучвания разкриват богатството и на двете религиозни традиции и в културен план в противоречие с това, което са мислели първоначално пионерите сред западните учени. Тибетските будисти разглеждат Бон като отделна религия, макар западните учени да я характеризират като неортодоксална форма на будизма.